# Sarrance
Sarrance é uma comuna francesa na região administrativa da Nova Aquitânia, no departamento dos Pirenéus Atlânticos. Estende-se por uma área de 45,6 km². Em 2010 a comuna tinha 166 habitantes (densidade: 3,6 hab./km²).